# Julius August Ludwig Wegscheider
Julius August Ludwig Wegscheider, född den 27 september 1771 i Küblingen, Braunschweig, död den 27 januari 1849 i Halle, var en tysk protestantisk teolog.
Wegscheider blev repetent i Göttingen 1805 samt teologie professor 1806 i Rinteln och 1810 i Halle, där han utövade omfattande verksamhet och under en följd av år hade mycket stort tillopp av åhörare på sina föreläsningar över den systematiska teologin. 
Hans förnämsta arbete på detta område är Institutiones theologiæ christianæ dogmatico (1815, 8:e uppl. 1844, på tyska 1831). Arbetet, som inom den rationalistiska riktningen tillvunnit sig ett nära nog normativt anseende, saknar originalitet, men äger sin betydelse genom den klarhet, konsekvens och måttfullhet, varmed det genomför rationalismens principer. 
Mot slutet av sitt liv stod Wegscheider, som i de frambrytande varmare religiösa strömningarna liksom i den spekulativa filosofin endast såg farliga avvikelser från det sunda förnuftets väg, för samtiden som representant för en övervunnen ståndpunkt och drabbades hårt av den kritik mot den så kallade "vulgärrationalismen", för vilken särskilt Karl von Hase gjorde sig till målsman.